# Fabian Hürzeler
Fabian Hürzeler (Houston, 26 febbraio 1993) è un allenatore di calcio ed ex calciatore tedesco, di ruolo centrocampista, tecnico del Brighton.

## Carriera
Nel 2015, Hürzeler, che fin da giovane aveva valutato il passaggio a un ruolo manageriale e a cui era stata predetta una "grande carriera da allenatore" dall'ex compagno di squadra del Bayern Monaco II Emre Can, è passato ai ranghi amatoriali del calcio tedesco, unendosi al Pipinsried nel ruolo di giocatore-allenatore. Nel 2018 ha anche assunto il ruolo di assistente allenatore responsabile dell'Under 18 e dell'Under 20 della Germania.
Nel 2020, Hürzeler è stato nominato nuovo assistente allenatore dell'FC St. Pauli, lavorando insieme all'allenatore Timo Schultz. Il 6 dicembre 2022, in seguito all'esonero di Schultz, Hürzeler è stato nominato nuovo allenatore ad interim. Solo due settimane dopo, il 23 dicembre, dopo una serie di risultati positivi gli è stato affidato l'incarico di allenatore a tempo indeterminato, diventando così il più giovane allenatore della 2. Bundesliga, a soli 29 anni. Hürzeler è riuscito a cambiare le sorti della squadra, prendendo il club a rischio retrocessione e portandolo ai primi posti della classifica, ottenendo dieci vittorie consecutive. Nell'aprile 2023, ha ottenuto la Licenza UEFA Pro a soli 30 anni. Nel marzo 2024, Hürzeler ha prolungato il suo contratto con il St. Pauli, che il 12 maggio 2024 è stato promosso in Bundesliga.
Il 15 giugno 2024, Hürzeler ha firmato il contratto per diventare il nuovo allenatore del Brighton, per sostituire il partente Roberto De Zerbi. Con questa ufficialità, è diventato il più giovane allenatore nella storia della Premier League.

## Statistiche
Statistiche aggiornate al 25 maggio 2025; in grassetto le competizioni vinte.
| Stagione         | Squadra          | Campionato       | Campionato | Campionato | Campionato | Campionato | Coppe nazionali | Coppe nazionali | Coppe nazionali | Coppe nazionali | Coppe nazionali | Coppe continentali | Coppe continentali | Coppe continentali | Coppe continentali | Coppe continentali | Altre coppe | Altre coppe | Altre coppe | Altre coppe | Altre coppe | Totale | Totale | Totale | Totale | % Vittorie | Piazzamento |
| Stagione         | Squadra          | Comp             | G          | V          | N          | P          | Comp            | G               | V               | N               | P               | Comp               | G                  | V                  | N                  | P                  | Comp        | G           | V           | N           | P           | G      | V      | N      | P      | %          | Piazzamento |
| ---------------- | ---------------- | ---------------- | ---------- | ---------- | ---------- | ---------- | --------------- | --------------- | --------------- | --------------- | --------------- | ------------------ | ------------------ | ------------------ | ------------------ | ------------------ | ----------- | ----------- | ----------- | ----------- | ----------- | ------ | ------ | ------ | ------ | ---------- | ----------- |
| gen.-giu. 2023   | St. Pauli        | 2.BL             | 17         | 13         | 2          | 2          | CG              | 0               | 0               | 0               | 0               | -                  | -                  | -                  | -                  | -                  | -           | -           | -           | -           | -           | 17     | 13     | 2      | 2      | 76,47      | 5°          |
| 2023-2024        | St. Pauli        | 2.BL             | 34         | 20         | 9          | 5          | CG              | 4               | 3               | 1               | 0               | -                  | -                  | -                  | -                  | -                  | -           | -           | -           | -           | -           | 38     | 23     | 10     | 5      | 60,53      | 1°          |
| Totale St. Pauli | Totale St. Pauli | Totale St. Pauli | 51         | 33         | 11         | 7          |                 | 4               | 3               | 1               | 0               |                    | -                  | -                  | -                  | -                  |             | -           | -           | -           | -           | 55     | 36     | 12     | 7      | 65,45      |             |
| 2024-2025        | Brighton         | PL               | 38         | 16         | 13         | 9          | FACup+CdL       | 4+3             | 3+2             | 1+0             | 0+1             | -                  | -                  | -                  | -                  | -                  | -           | -           | -           | -           | -           | 45     | 21     | 14     | 10     | 46,67      | 8°          |
| Totale carriera  | Totale carriera  | Totale carriera  | 89         | 49         | 24         | 16         |                 | 11              | 8               | 2               | 1               |                    | -                  | -                  | -                  | -                  |             | -           | -           | -           | -           | 100    | 57     | 26     | 17     | 57,00      |             |

## Palmarès
- Seconda divisione tedesca: 1

St. Pauli: 2023-2024